# 10289 Geoffperry
10289 Geoffperry è un asteroide della fascia principale. Scoperto nel 1984, presenta un'orbita caratterizzata da un semiasse maggiore pari a 3,1923339 UA e da un'eccentricità di 0,1996646, inclinata di 1,97786° rispetto all'eclittica.